# غوفر اندرودي
غوفر اندرودي (الاسم العلمي:Orthogeomys underwoodi) هو نوع من الحيوانات يتبع جنس غوفر مستقيم من فصيلة الغوفرية.